# Johan Arneng
Johan Arneng est un footballeur suédois, né le 14 juin 1979 à Uddevalla en Suède. Il évolue comme milieu défensif.

## Sélection
- Suède : 2 sélections
- Première sélection le 22 janvier 2004 : Suède - Norvège  (0-3)

Johan Arneng obtient sa première sélection en étant titulaire lors d'un match amical contre la Norvège disputé à Hong Kong en janvier 2004.
Il obtient sa seconde sélection pendant la saison 2005, en tant que remplaçant.

## Palmarès
Vålerenga IF
- Vainqueur de la Coupe de Norvège (1) : 2002

 Djurgårdens IF
- Champion de Suède (2) : 2003, 2005
- Vainqueur de la Coupe de Suède (2) : 2004, 2005

 Aalesunds FK
- Vainqueur de la Coupe de Norvège (1) : 2009